# Sekundærrute 277

Sekundærrute 277 er en rutenummereret landevej på Sjælland.
Ruten strækker sig fra Vemmelev til Gørlev.
Rute 277 har en længde på ca. 23 km.